# Noémie de Rothschild
 (novembre 2013).
La baronne Noémie de Rothschild, née Noémie Halphen le 29 juin 1888 dans le 16e arrondissement de Paris et morte le 15 mars 1968 à Paris, est une philanthrope et mécène française, créatrice de la station de sports d'hiver de Megève.

## Biographie
De son nom complet Noémie Claire Alice Palmyre, elle est la fille de Jules Halphen, capitaine d'artillerie et de Marie Rodrigues-Pereire et petite-fille d'Eugène Halphen et d'Eugène Pereire. 
Elle épouse le 11 janvier 1909 à Paris le baron Maurice de Rothschild, dont elle aura Edmond de Rothschild, né le 30 septembre 1926 ; le couple divorcera peu après cette naissance.
Durant la Première Guerre mondiale, elle transforme son hôtel particulier parisien en hôpital.
Après la guerre, usée, elle cherche une station de sports d'hiver pouvant rivaliser avec les stations suisses, notamment celle de Saint-Moritz. Sur les conseils de son « professeur de ski » François Parodi ancien champion du monde de combiné nordique, elle trouve des hectares déserts à acheter au mont d'Arbois. Elle fonde en 1919 la Société française des Hôtels de Montagne pour construire une station de sports d'hiver à Megève
. Le Palace des Neiges, nom de l'hôtel, est achevé en 1921. Elle confie en 1926 la réalisation de son chalet personnel à l'architecte Henry Jacques Le Même, qui réalise là sa première œuvre de Megève.
Elle est la fondatrice et présidente de l'Œuvre des séjours israélites à la campagne.